# 抗日战争第八战区
抗日戰爭第八戰區是指1937年11月，為了因應戰爭形勢，中華民國國民政府於中國境內劃分；與日軍作戰的戰區之一。第八戰區所轄範圍為蒙西、宁夏、甘肃。1940年5月撤销。在1945年9月13日訂定的受降計劃中，劃分為受降區之一，接受日軍繳械。其在1942年後，由於失去戰區領土，辦公地點遷至重慶市九龍坡區綠瓦樓。

## 1938年
- 戰區司令長官蔣中正（兼），戰區副司令長官朱紹良，参谋长章亮琛
- 作戰地區為甘肅、綏遠、寧夏及青海一帶
  - 第十七集團軍：總司令馬鴻逵
  - 第八十軍：軍長孔令恂（獨立）
  - 第八十二軍：軍長馬步芳（獨立）

以上共轄5步兵師，4步兵旅，5騎兵師，4騎兵旅，不含特種部隊。
- 敵後戰場建制建制察哈爾游擊區、綏遠游擊區、伊盟守備軍陳長捷、東北挺進軍馬占山[1]:409-410。

## 1940年
1940年6月28日成立行政院第八战区经济委员会，杨道樾为主任委员。是国民政府为了“加强对敌经济封锁，协力抢购资敌物品，调整财政金融，发展交通运输”而在甘成立的贸易机构，和甘肃省政府当局时有磨擦和矛盾。1942年3月底，行政院第八战区经挤委员会档案及公物由八战区长官部参谋、副官两处分别接收。

## 第八战区副司令长官部
民国31年（1942年）3月，胡宗南升任第八战区副司令长官，在西安荐福寺故址设立第八战区副司令长官部，代号为“秦”。“指导”“监督”陕甘地方党、政、团、特、宪等一切方面的活动。
- 参谋长罗泽/罗列
- 政治部主任顾希平
- 总参议龚浩
- 参谋
- 军事情报
- 军务
- 副官
- 经理
- 人事
- 民事
- 军医
- 军法
- 军械处
- 苏鲁豫皖召募总处，下设4个分处，专门派员赴敌后招募青年壮丁
- 第三十四集团军（总司令胡宗南，后李延年、李文，辖3个军，驻守西安地区及陕东河防）
- 第三十七集团军（总司令陶峙岳，后丁德隆，驻三原，辖3个军）包围封锁陕甘宁边区
- 第三十八集团军（总司令范汉杰，后董钊，驻平凉，辖3个军）包围封锁陕甘宁边区
- 第九军
- 第二十七军
- 第四十二军
- 第七十六军
- 第八十五军
- 第三集团军（总司令赵寿山）抗战中后期增设
- 第二十九集团军（总司令李铁军）抗战中后期增设
- 河西警备司令部（司令李铁军，后陶峙岳）抗战中后期增设

民国33年（1944年）5月，豫中会战，第一战区司令长官部撤退到陕南汉中，蒋鼎文引咎辞职。蒋介石将豫、陕、晋地区并入第一战区内，胡宗南改任第一战区副司令长官，第八战区副司令长官部亦相应改名第一战区副司令长官部。1944年7月，陈诚出任第一战区司令长官，总部设在汉中。陈因与胡素有积怨，便下令撤销西安的副司令长官部，另设第一战区西安指挥所（主任为罗泽），胡宗南、郭寄峤两个副司令长官分别派往潼关和商南建立前进指挥所。其后不久，陈诚调回重庆，升胡宗南为第一战区司令长官。

## 1944年
- 司令長官：朱紹良
- 作戰地區為甘肅、綏遠、寧夏及青海一帶
  - 晉陝綏邊區：總司令鄧寶珊
  - 東北挺進軍：總司令馬占山
  - 第十七集團軍：總司令馬鴻逵
  - 第三集團軍：總司令趙壽山
  - 第二十九集團軍：總司令李鐵軍
  - 第四十集團軍：總司令马步芳
  - 直屬暨特種部隊[2]

## 1945年9月受降區
第八戰區：甘肅、綏遠、寧夏及青海一帶。不过由于该区没有日军集结地，故第八战区实无受降任务。

## 合併
1945年後，合併入西北行營。